# Orvieto y los papas

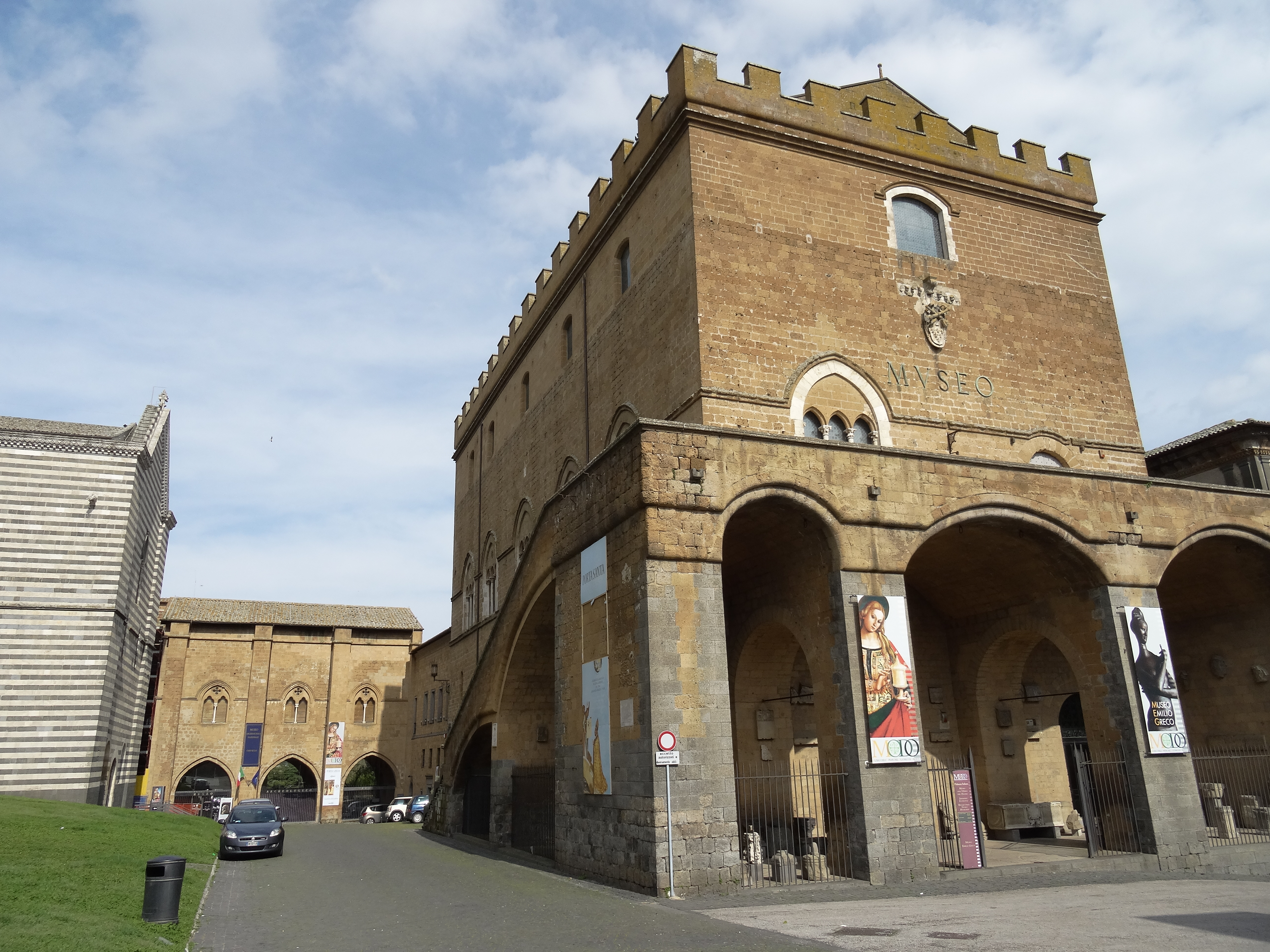
Palacio papal de Orvieto

Orvieto,  Umbría, Italia, fue el refugio de cinco papas durante el siglo XIII: Urbano IV (1261-1264), Gregorio X (1271-1276), Martín IV (1281-1285), Nicolás IV (1288-1292) y Bonifacio VIII (1294-1303). Durante este periodo, los papas residieron en el Palacio Papal de Orvieto (también conocido como Palazzo Soliano), adyacente a la Catedral de Orvieto y ampliado con la residencia del obispo. Ninguno de estos papas murió en Orvieto, por lo que ninguna elección papal tuvo lugar allí, ni hay tumbas papales.
Razones políticas y estratégicas motivaron los frecuentes traslados del papa y de la Curia romana durante este periodo, y otros destinos incluyen Viterbo y Perugia. Urbano IV y Martín IV residieron tanto en Viterbo como en Orvieto. Durante el periodo comprendido entre el reinado de Nicolás IV y el de Benedicto XI (1303-1304), Orvieto acogió al papa con más frecuencia que Roma.
El historiador del arte Gary M. Radke señala que "los palacios papales de Viterbo y Orvieto son los más extensos del siglo XIII que han llegado hasta nuestros días". Data los frescos del palacio en la década de 1290, durante el reinado de Nicolás IV o Bonifacio VIII. Muestran impulsos naturalistas en el estilo gótico.

## Antecedentes
La ciudad se menciona en los escritos del Gregorio I (590-604). Adriano IV (1154-59) fue el primer papa que pasó un tiempo significativo en Orvieto. Según la Enciclopedia Católica, "debido a su posición, Orvieto fue elegido a menudo por los papas como lugar de refugio y Adriano IV lo fortificó. " Su sucesor, el papa Inocencio III (1198-1216), fue un militante opositor de la herejía cátara, que se había infiltrado en la ciudad, y tomó medidas para erradicar dicha herejía; Inocencio III envió a Pietro Parenzo a gobernar la ciudad, quien fue rápidamente martirizado. En 1227, el papa Gregorio IX (1227-1241) confirmó en Orvieto el studium generale dominico, una escuela de teología, una de las primeras de Europa.

## Historia
El palacio fue ampliado durante el reinado del Urbano IV (1261-1264), pero la "sala noroeste debe de haber sido construida antes" Urbano IV era francés y había sido coronado en Viterbo, pero pasó la mayor parte de su papado en Orvieto. La estructura se convirtió en palacio papal durante la estancia de dos años de Urbano IV en Orvieto, a partir del 18 de octubre de 1262, aunque es posible que no se terminara hasta que el papa Gregorio X (1271-1276) se instaló allí el 26 de julio de 1272. Urbano comenzó la construcción en 1263, el año en que consagró una nueva iglesia dominica en Orvieto. La primera mención del palacio papal en documentos contemporáneos data del 1 de abril de 1273.
El Martín IV (1281-1285) estuvo en Orvieto entre el 23 de marzo de 1281 y el 24 de junio de 1282, y luego cerca, en Montefiascone en verano y otoño de 1282. Volvió a Orvieto desde el 25 de diciembre de 1282 hasta el 27 de junio de 1284. Probablemente eligió residir en su fortaleza de Montefiascone mientras se ampliaba la residencia de Orvieto. La moderna catedral de Orvieto propiamente dicha se comenzó a construir en 1285.
[El papa Nicolás IV (1288-1292) estuvo en Orvieto desde el 13 de junio de 1290 hasta el 19 de octubre de 1291. Aunque Nicolás IV era romano de nacimiento, llevó consigo a la Curia a Orvieto. Nicolás IV fue elegido podestà y capitano del popolo de Orvieto, el primer papa que ocupó cargos cívicos en la ciudad. El Bonifacio VIII (1294-1303) llegó a Orvieto el 6 de junio de 1297 y se marchó ese mismo mes. Durante su estancia, la Comuna colocó su escudo de armas en el Palazzo del Capitano del Popolo, erigió estatuas suyas en dos puertas de la ciudad e inauguró frescos en las puertas y pinturas en el interior del Palazzo del Populo. Bonifacio VIII fue elegido Capitano y Podestà en 1297, y Capitano de nuevo en 1298.

## Vínculos papales posteriores

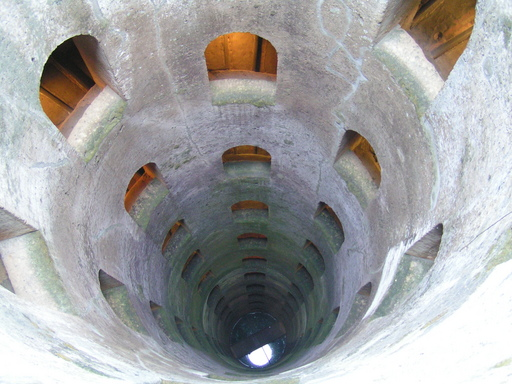
Pozzo di S. Patrizio

Nicolás V (1447-55), en una carta de 1449, dio dinero para la restauración del Palacio Episcopal y autorizó a Fra Angelico a empezar a pintar en la Cappella Nuova de la Catedral.
Durante el Saqueo de Roma (1527), el papa Clemente VII (1523-1534) se refugió en Orvieto. Preparándose para un posible asedio de la ciudad, ordenó construir el Pozzo di S. Patrizio ("Pozo de San Patricio) al arquitecto-ingeniero Antonio da Sangallo el Joven. Por supuesto, el papa y el emperador se habían reconciliado mucho antes de que el pozo estuviera terminado. Clemente regresó a Roma el 10 de diciembre de 1533, pero murió menos de un año después.  El Sixtus V (1585-1590) drenó los pantanos que rodeaban la ciudad.
La propiedad del palacio pasó del papa a la catedral en 1550, y la estructura se convirtió en el Museo Arqueológico Nacional de Orvieto en 1896. Según la Enciclopedia Católica, "en el palacio de los papas, construido por Bonifacio VIII, se encuentra el museo cívico, que contiene antigüedades etruscas y obras de arte que proceden, en su mayor parte, de la catedral."